# Nāḩiyat Markaz Arīḩā
Nāḩiyat Markaz Arīḩā (arabiska: ناحية مركز اريحا) är ett subdistrikt i Syrien.   Det ligger i provinsen Idlib, i den nordvästra delen av landet, 260 km norr om huvudstaden Damaskus.
Omgivningarna runt Nāḩiyat Markaz Arīḩā är i huvudsak ett öppet busklandskap. Runt Nāḩiyat Markaz Arīḩā är det ganska tätbefolkat, med 179 invånare per kvadratkilometer.